# Песочная (приток Истры)
Песо́чная — река в Московской области России, левый приток Истры.
Длина — 24 км, площадь водосборного бассейна — 152 км². Берёт начало в километре к юго-западу от пересечения Пятницкого шоссе Р111 и Московского малого кольца А107, на границе городских округов Солнечногорск и Истра. Протекает через город Истру и у его западной окраины впадает в одноимённую реку.
По данным Государственного водного реестра России, относится к Окскому бассейновому округу. Речной бассейн — Ока, речной подбассейн — бассейны притоков Оки до впадения Мокши, водохозяйственный участок — Москва от города Звенигорода до Рублёвского гидроузла, без реки Истры (от истока до Истринского гидроузла).

## Притоки
(расстояние от устья)
- 6,4 км: река Даренка[3] (лв)
- река Колоколенка[4] (пр)